# كل
كلمة «كل» تطلق في اللغة العربية عَلَى معانٍ كثيرة منها: العموم، ولذلك يسمونها في المنطق: ألفاظ العموم، وهي التي تصور الشيء وتحيط بجميع ما تدل عليه، فإذا قلت: كل الطلاب. معنى ذلك أنك لا تستثني منهم أحداً، ولكنها أيضاً تأتي أحياناً لعموم مقيد، وهو لا يعني العموم المطلق من كل وجه، ولهذا لما جَاءَ المعتزلة وغيرهم، يناظرون الإمام أَحْمَد رَحِمَهُ اللَّهُ في مجلس الخليفة، قالوا له: يا أَحْمَد! أليس القُرْآن شيء؟ قَالَ: بلى. قالوا: أليس الله تَعَالَى يقول: اللَّهُ خَالِقُ كُلِّ شَيْءٍ [الزمر:62]؟ قَالَ: بلى، قالوا: إذن القُرْآن مخلوق.
فرد عليهم الإمام أَحْمَد بإلزام يوضح أن كلمة كل هنا ليست بمعنى الإطلاق.
وذلك أنه لما قال الإمام أَحْمَد: (أو ليس الله تَعَالَى يقول في الريح التي أرسلها عَلَى عاد: تُدَمِّرُ كُلَّ شَيْءٍ بِأَمْرِ رَبِّهَا) [الأحقاف:25]؟ فهل دمرت السماوات؟ وهل دمرت الأرض؟ وهل دمرت الرمال؟ إنما تدمر كل شيء أمرت بتدميره، وهو هَؤُلاءِ الناس، وما يتعلق بهم من أموالهم وأمتعتهم، أو مساكنهم أو نحو ذلك.
فكلمة «كل» إذاً ليس مدلولها الشمولية الكاملة في كل وقت، وإنما تأتي هذه الكلمة بحسب السياق الذي تدل عليه، فعمومها قد يكون مطلقاً، وقد يكون مخصوصاً، أو خاصاً بما يقيده، وتعينه القرائن الحافة به.